# Тэйлор, Сесил
Сесил Персиваль Тэйлор (англ. Cecil Percival Taylor, 15 марта (или 25 марта) 1929, Нью-Йорк, США — 5 апреля 2018, там же) — американский композитор, пианист и поэт. Известен как один из пионеров фри-джаза. Его музыка характеризуется особой энергетикой, импровизациями, частым использованием кластерных аккордов и сложной полиритмии. Его техника игры на фортепиано имеет нечто общее с техникой игры на ударных инструментах, иногда её описывают как «восемьдесят восемь настроенных барабанов» (по числу клавиш на стандартном фортепиано).

## Биография

### Начало карьеры
Сесил Тэйлор начал играть на фортепиано в шесть лет. В это время он учится в Нью-Йоркском Музыкальном Колледже и Консерватории Новой Англии. Свои первые шаги на профессиональном поприще Сесил Тэйлор сделал в небольшом коллективе, игравшем в стиле ритм-н-блюз и свинг в начале 50-х. В 1956 году он вместе с сопрано-саксофонистом Стивом Лейси сформировал собственный коллектив.
Первый альбом Сесила Тэйлора Jazz Advance был выпущен в 1956 году. Альбом получил положительную оценку британского критика Ричарда Кука и шотландского критика Браена Мортона в джаз-энциклопедии «Penguin Guide to Jazz».
В 1958 году Сесил Тэйлор начал сотрудничество с музыкантом Джоном Колтрейном.

### 1950-е, 1960-е
В течение 1950-х и 1960-х музыка Сесила Тэйлора становилась все более сложной и все дальше уходила от традиционного джаза. В это время у музыканта возникают проблемы с организацией концертов, клубы, приглашавшие его выступать, не получали прибыли от . Сесил Тэйлор продолжает записываться, хотя и нерегулярно. В этот период создан альбом Unit Structures (1966 г.) Некоторые альбомы, такие как Nefertiti the Beautiful One Has Come, оставались невыпущенными в течение многих лет.
С 1961 года Сесил Тэйлор начинает совместную работу с альт-саксофонистом
Джимми Лионсом. Работа с Джимми Лионсом стала важным этапом карьеры музыканта. Тэйлор, Лионс и барабанщик
Санни Маррей (и позднее
Эндрю Курилл) сформировали ядро коллектива «The Unit».

### Сольные выступления
Сесил Тэйлор начал давать сольные концерты в начале 1970-х. Некоторые из этих концертов были изданы как альбомы Indent (1973 г.), Spring of Two Blue-J's (1973 г.) (часть альбома), Silent Tongues (1974 г.), Garden (1982 г.), For Olim (1987 г.), Erzulie Maketh Scent (1989 г.) и The Tree of Life (1998 г.).

## Дискография
Основные альбомы Сесила Тэйлора:
- Jazz Advance, 1956 г.
- At Newport, 1958 г.
- Looking Ahead!, 1958 г.

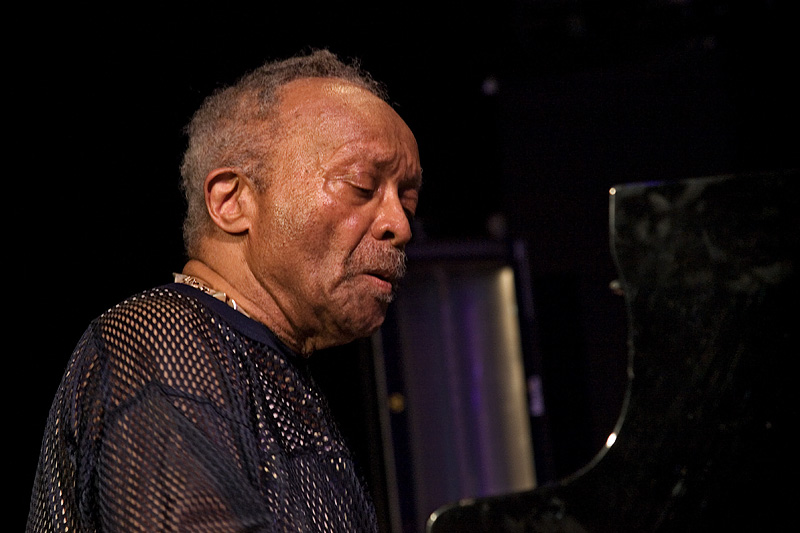
Сесил Тэйлор на Moers Festival 2008

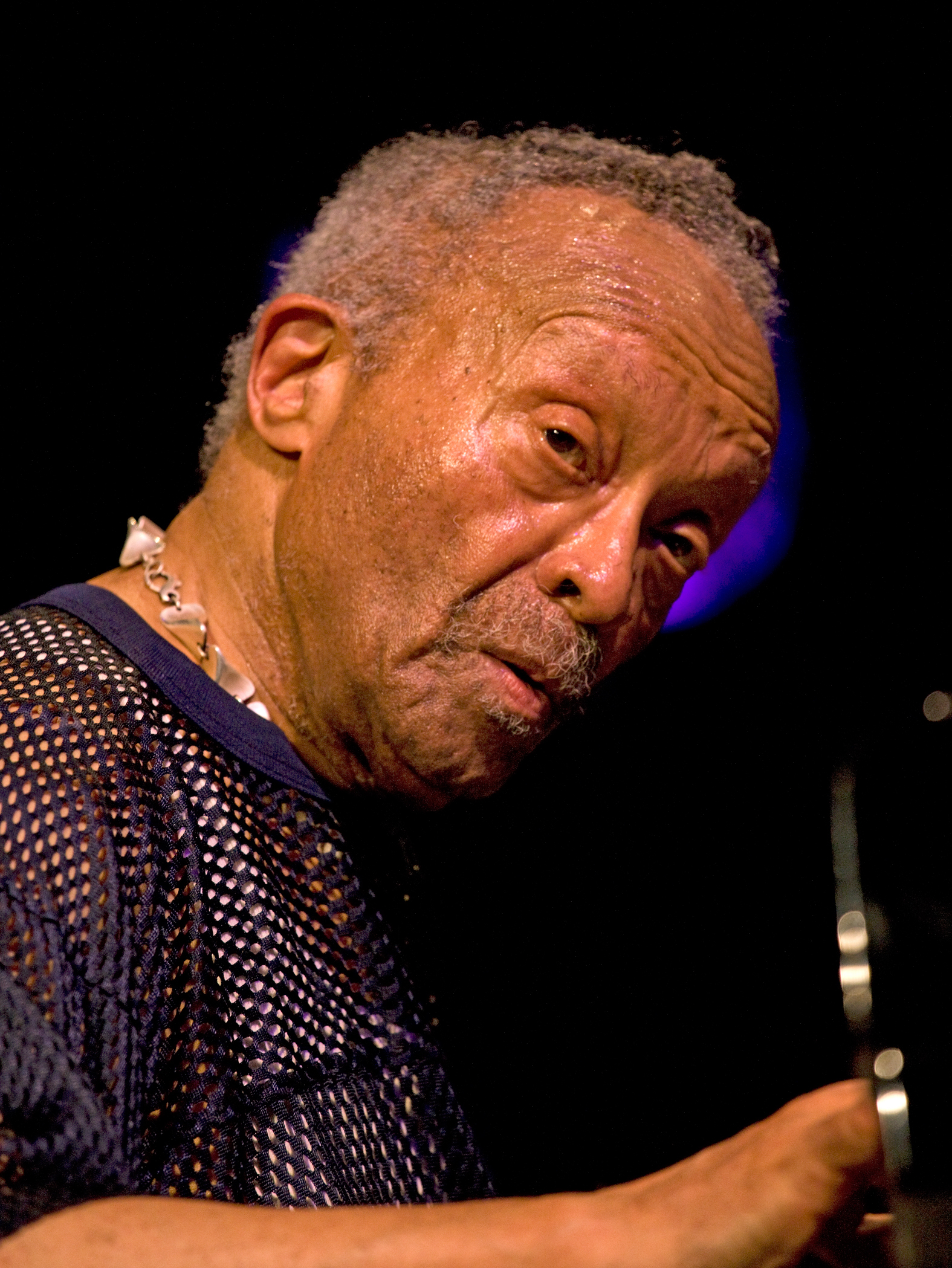
Сесил Тэйлор на Moers Festival 2008

- Stereo Drive (также изданный как Hard Driving Jazz и Coltrane Time), 1958 г.
- Love for Sale, 1959 г.
- The World of Cecil Taylor 1960 г.
- Air 1960 г.
- Cell Walk for Celeste, 1961 г.
- Jumpin' Punkins, 1961 г.
- New York City R&B (with Buell Neidlinger), 1961 г.
- Into the Hot, 1961 г. (некоторые треки также изданы как Mixed)
- Nefertiti the Beautiful One Has Come, 1962 г.
- Unit Structures, 1966 г.
- Conquistador!, 1966 г.
- Student Studies (также изданный как The Great Paris Concert), 1966 г.
- Praxis, 1968 г.
- The Great Concert of Cecil Taylor (также изданный как Nuits de la Fondation Maeght), 1969 г.
- Indent, 1973 г.
- Akisakila, 1973 г.
- Solo, 1973 г.
- Spring of Two Blue J's, 1973 г.
- Silent Tongues, 1974 г.
- Dark to Themselves, 1976 г.
- Air Above Mountains, 1976 г.
- Cecil Taylor Unit, 1978 г.
- 3 Phasis, 1978 г.
- Live in the Black Forest, 1978 г.
- One Too Many Salty Swift and Not Goodbye, 1978 г.
- It is in the Brewing Luminous, 1980 г.
- Fly! Fly! Fly! Fly! Fly!, 1980 г.
- The Eighth, 1981 г.
- Garden, 1981 г.
- Winged Serpent (Sliding Quadrants), 1984 г.
- Iwontunwonsi, 1986 г.
- Amewa, 1986 г.
- For Olim, 1986 г.
- Olu Iwa, 1986 г.
- Live in Bologna, 1987 г.
- Live in Vienna, 1987 г.
- Tzotzil/Mummers/Tzotzil, 1987 г.
- Chinampas, 1987 г.
- Riobec — Сесил Тэйлор и Günter Sommer, 1988 г.
- In East Berlin, 1988 г.
- Regalia — Сесил Тэйлор и Paul Lovens, 1988 г.
- The Hearth, 1988 г.
- Alms/Tiergarten (Spree), 1988 г.
- Remembrance, 1988 г.
- Pleistozaen Mit Wasser, 1988 г.
- Spots, Circles, and Fantasy, 1988 г.
- Legba Crossing, 1988 г.
- Erzulie Maketh Scent, 1988 г.
- Leaf Palm Hand, 1988 г.
- In Florescence, 1989 г.
- Looking (Berlin Version) Solo, 1989 г.
- Looking (Berlin Version) The Feel Trio, 1989 г.
- Looking (Berlin Version) Corona, 1989 г.
- Celebrated Blazons, 1990 г.
- 2Ts for a Lovely T, 1990 г.
- Double Holy House, 1990 г.
- Nailed, 1990 г.
- Melancholy — Сесил Тэйлор, Harri Sjöström, Evan Parker, Barry Guy, Wolfgang Fuchs
- The Tree of Life, 1991 г.
- Always a Pleasure, 1993 г.
- Almeda — Сесил Тэйлор, Harri Sjöström 1996 г.
- The Light of Corona — Сесил Тэйлор, Harri Sjöström 1996 г.
- Qu’a: Live at the Iridium, vol. 1 & 2 — Сесил Тэйлор, Harri Sjöström 1998 г.
- Algonquin, 1998 г.
- Incarnation, 1999 г.
- The Willisau Concert, 2000 г.
- Complicité, 2001 г.
- Taylor/Dixon/Oxley, 2002 г.
- Two T’s for a Lovely T, 2003 г.
- The Owner of the River Bank, 2004 г.

### Как приглашенный музыкант
Альбомы, в записи которых Сесил Тэйлор принимал участие в качестве приглашенного музыканта:
- Jazz Composer's Orchestra: The Jazz Composer’s Orchestra, 1968 г. (Тэйлор участвовал в создании двух треков)
- Friedrich Gulda: Nachricht vom Lande, 1976 г. (Тэйлор участвовал в создании трёх треков)
- Mary Lou Williams: Embraced, 1977 г.
- Tony Williams: Joy of Flying, 1978 г.
- Historic Concerts (with Max Roach), 1979 г.
- Art Ensemble of Chicago: Thelonious Sphere Monk, 1990 г. (Тэйлор участвовал в создании трёх треков)